# Zamek Dunajec
Zamek Dunajec – średniowieczna warownia, znajdująca się obecnie na prawym brzegu Zbiornika Czorsztyńskiego we wsi Niedzica-Zamek, na obszarze Polskiego Spisza lub Zamagurza (Pieniny Spiskie). Zamek ten został wzniesiony najprawdopodobniej w początkach XIV wieku przez Kokosza Berzeviczego, prawdopodobnie na miejscu wcześniejszej budowli obronnej. W okresie średniowiecza i później na uposażenie właścicieli zamku składały się dobra, położone na terenie Zamagurza.

## Historia
Pierwszy raz nazwa zamek Dunajec (łac. novum castrum de Dunajecz) pojawiła się w dokumencie z 1325 roku. Zamek został zapisany jako własność rodu Jana i Rykolfa Berzeviczych, panów na Brzozowicy. Byli to wnukowie komesa spiskiego Rudygera z Tyrolu, który za  nadaniem króla Węgier Andrzeja II w roku 1209 lokował Niedzicę. Po Berzeviczych jako panowie zamku w Niedzicy wymieniani są w roku 1330 Wilhelm Drugeth, żupan spiski, a po nim jego brat Mikołaj. W 1425 r. cały tzw. klucz dunajecki był w ręku Piotra Schwarza z Berzeviczych, który był podskarbim Zygmunta Luksemburskiego. Feudalne „państwo niedzickie” (dobra zamku niedzickiego) rozciągało się na całe Zamagurze Spiskie. Przez długi czas zamek ten stanowił węgierską strażnicę na granicy z Polską. Po drugiej, polskiej stronie Dunajca odpowiadał mu zamek czorsztyński.
Do roku 1470 zamek pozostawał w rękach potomków Rudygera, a następnie stał się własnością komesa spiskiego Emeryka Zapolyi, żupana spiskiego, dziadka Barbary, królowej polskiej, pierwszej żony Zygmunta Starego. Syn jego brata, Jan Zápolya, hrabia spiski i wojewoda siedmiogrodzki, został w 1526 r. królem węgierskim. Zwycięstwo w walce o tron zawdzięczał on w dużej mierze dyplomacji Hieronima Łaskiego, któremu w dowód wdzięczności w 1528 r. darował żupanat spiski z Kieżmarkiem, Gelnicą i kluczem dunajeckim wraz z Niedzicą.
Przez 60 lat zamek był w posiadaniu Łaskich: Hieronima, a później jego syna Olbrachta. Znany z hulaszczego trybu życia Olbracht Łaski zamek najpierw zastawił, a później sprzedał Jerzemu Horváthowi, który starannie go odbudował, przekształcając przy okazji w okazałą renesansową rezydencję (w znacznej części w takiej postaci zachował się po dziś dzień). Następnie zamek został wydzierżawiony włosko-węgierskiej rodzinie Giovanellich. Była to rodzina bardzo pobożna, która większość swoich pieniędzy przekazywała na budynki sakralne. Zamkiem się nie interesowali, więc ten zaczął popadać w ruinę. Po wymarciu rodu Giovanellich zamek przeszedł w ręce Andrzeja Horvatha. Nowy właściciel odbudował salę balową, która rozsławiła zamek na całe Węgry, ponieważ urządzał w niej liczne i huczne bale. W 1858 zamek przejął kolejny węgierski ród – Salamonowie.

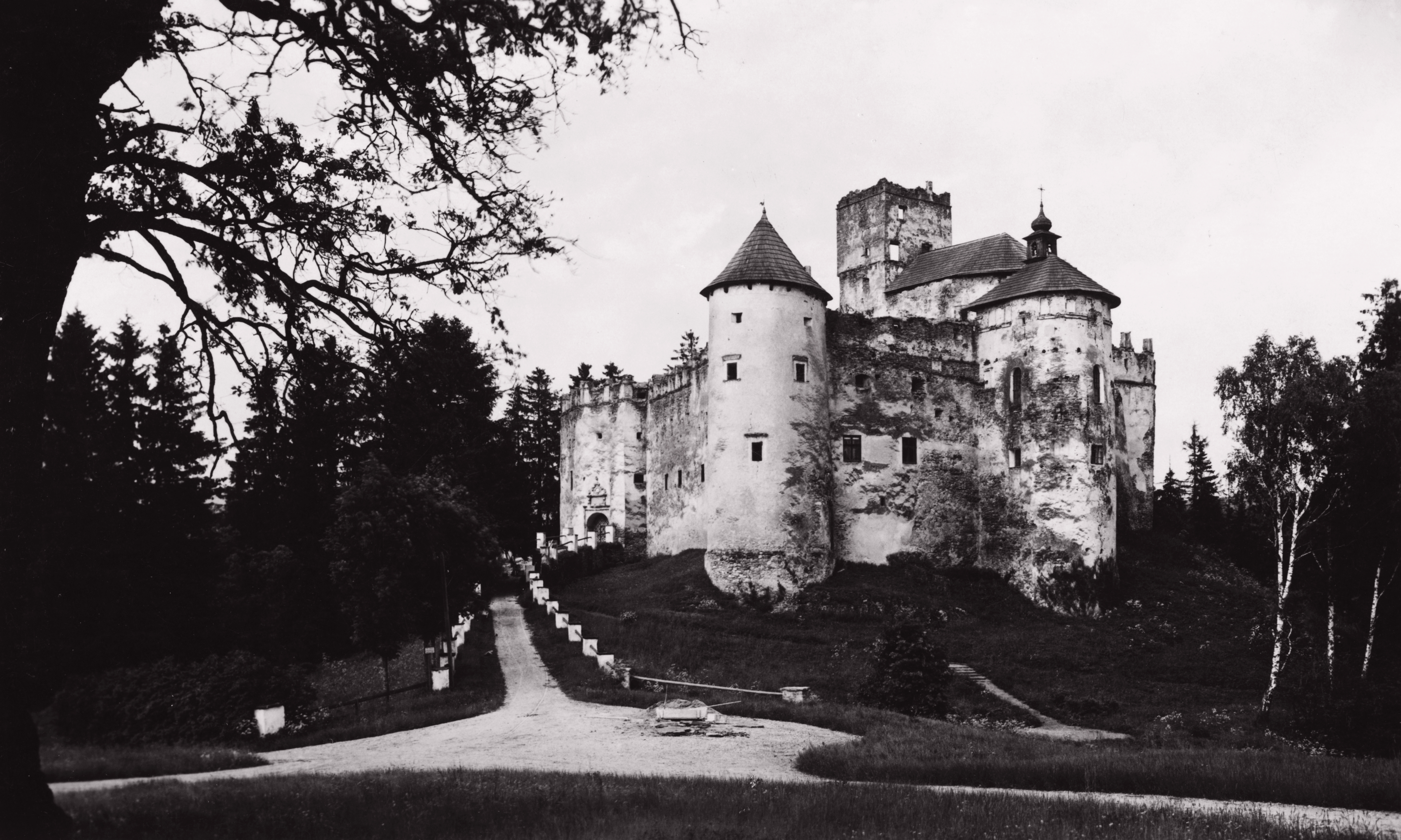
Zamek w Niedzicy w latach 30. XX w.

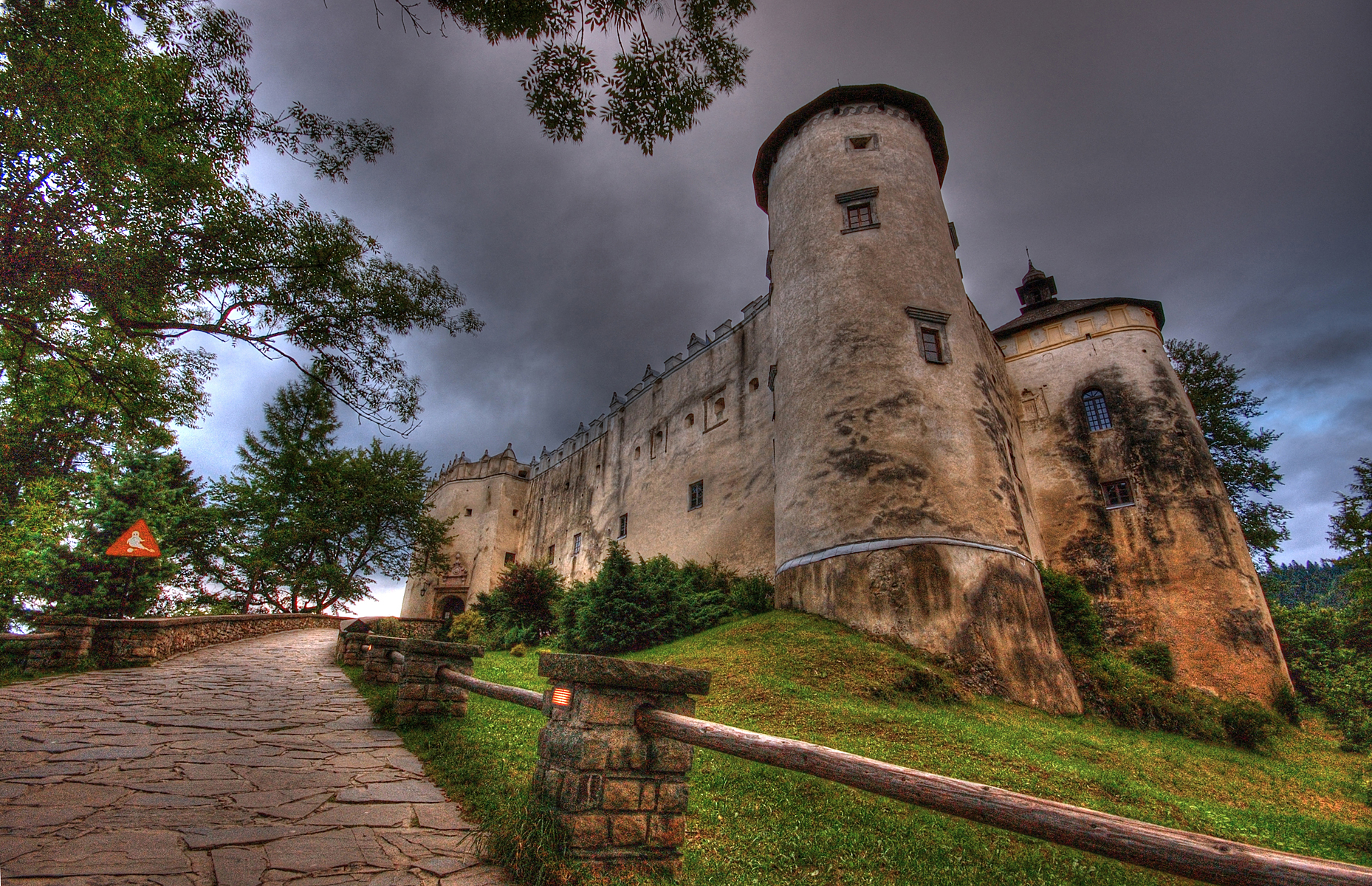
Droga na zamek

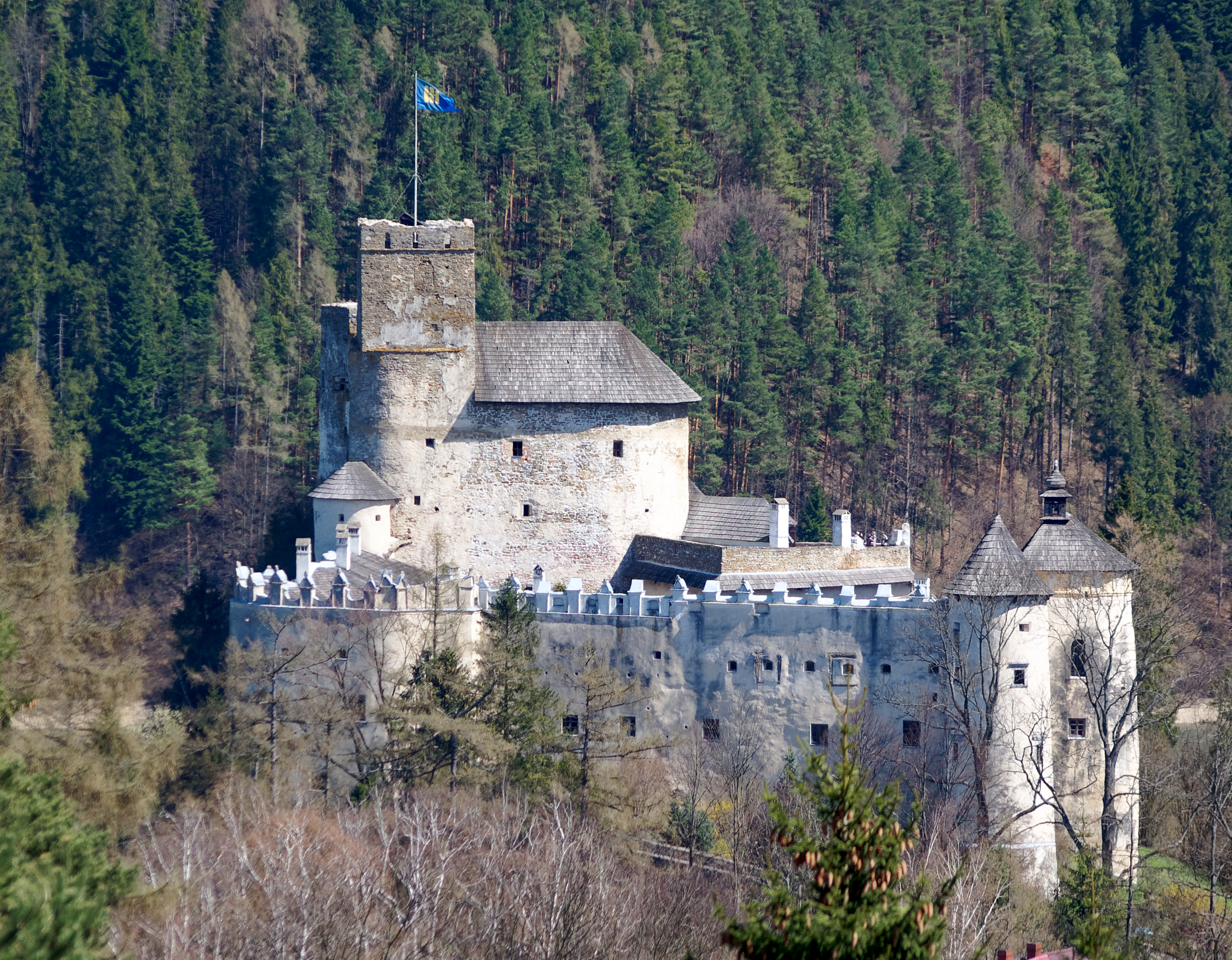
Zamek widziany z lotu ptaka

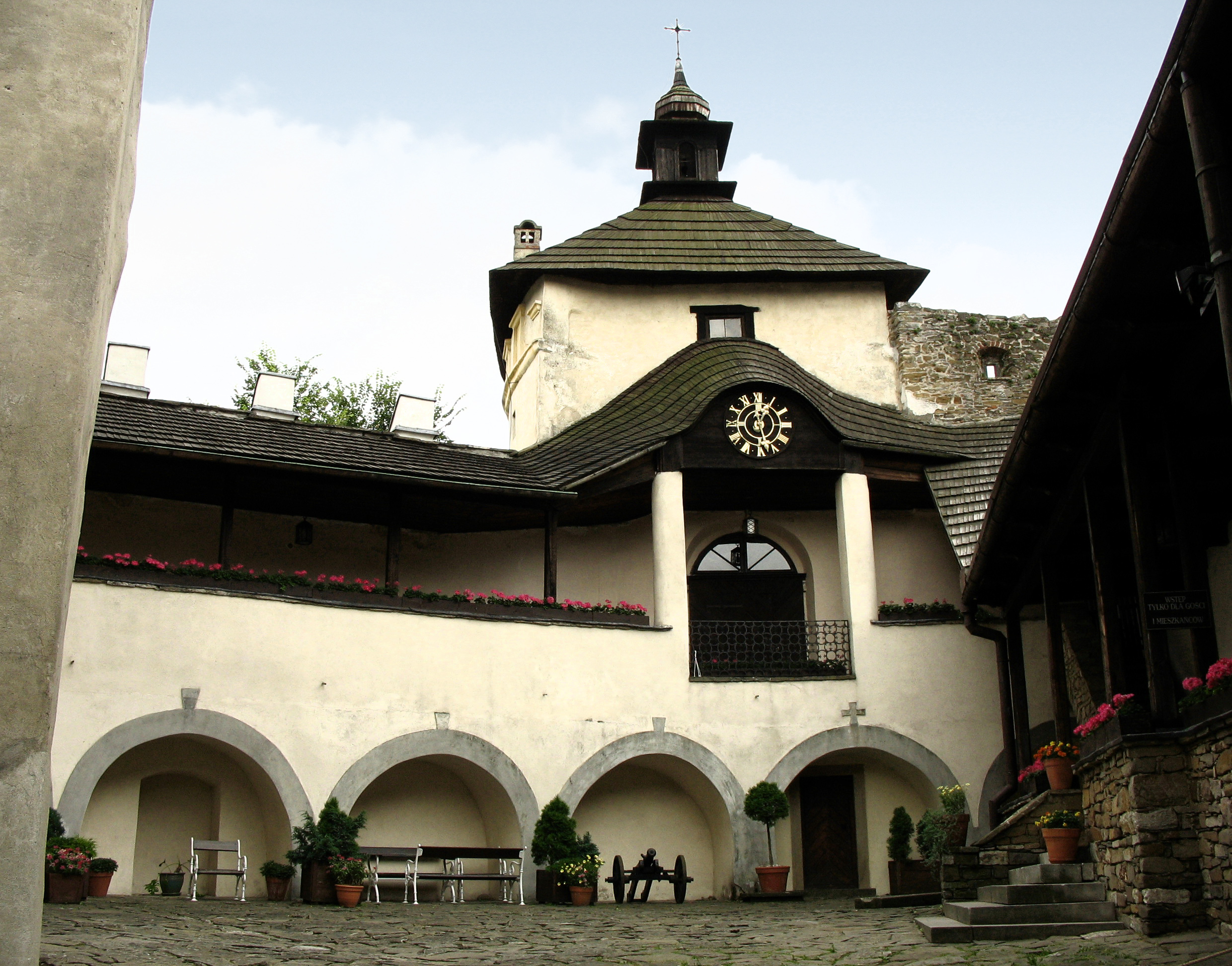
Dziedziniec zamkowy

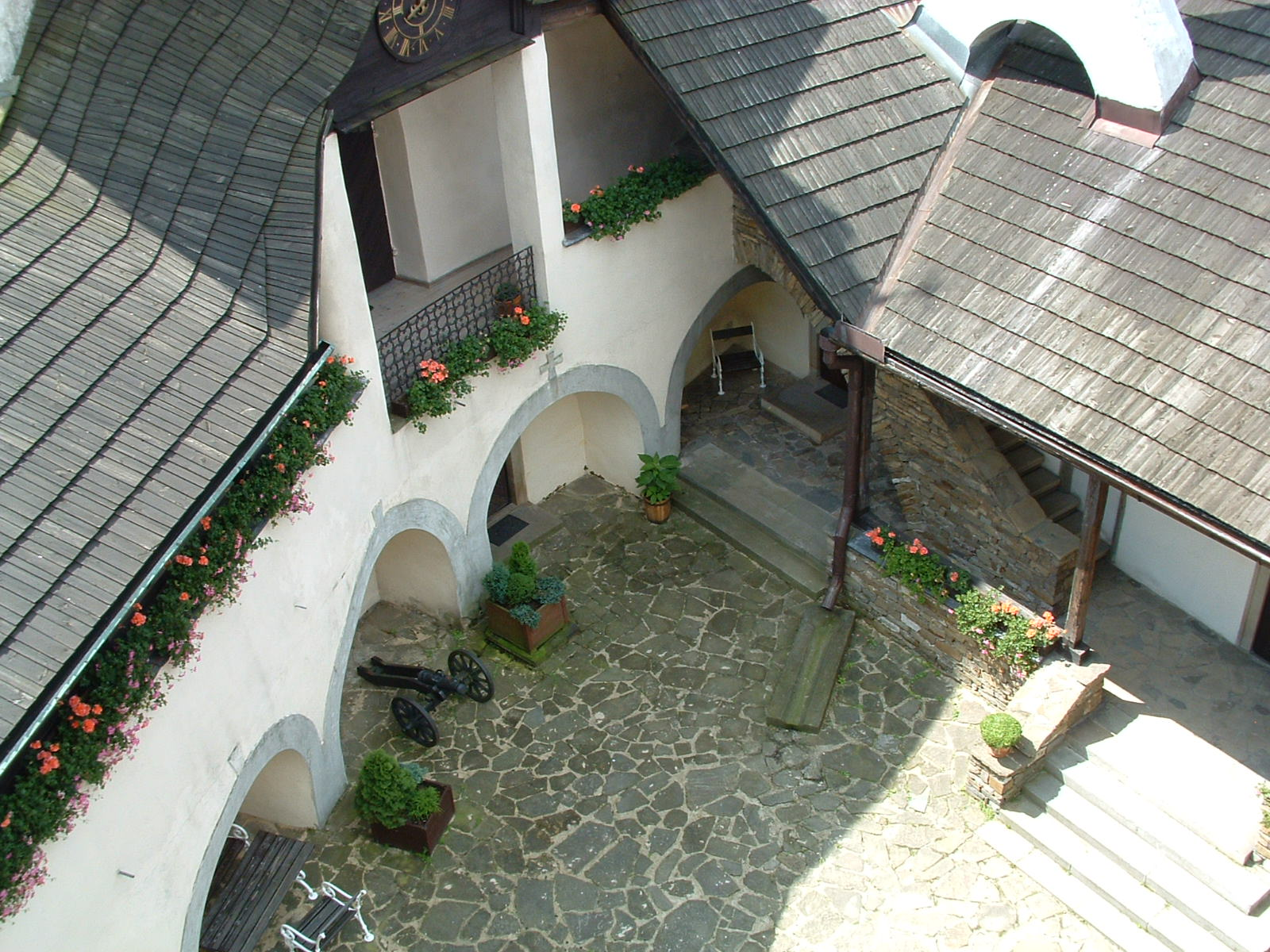
Dziedziniec zamkowy

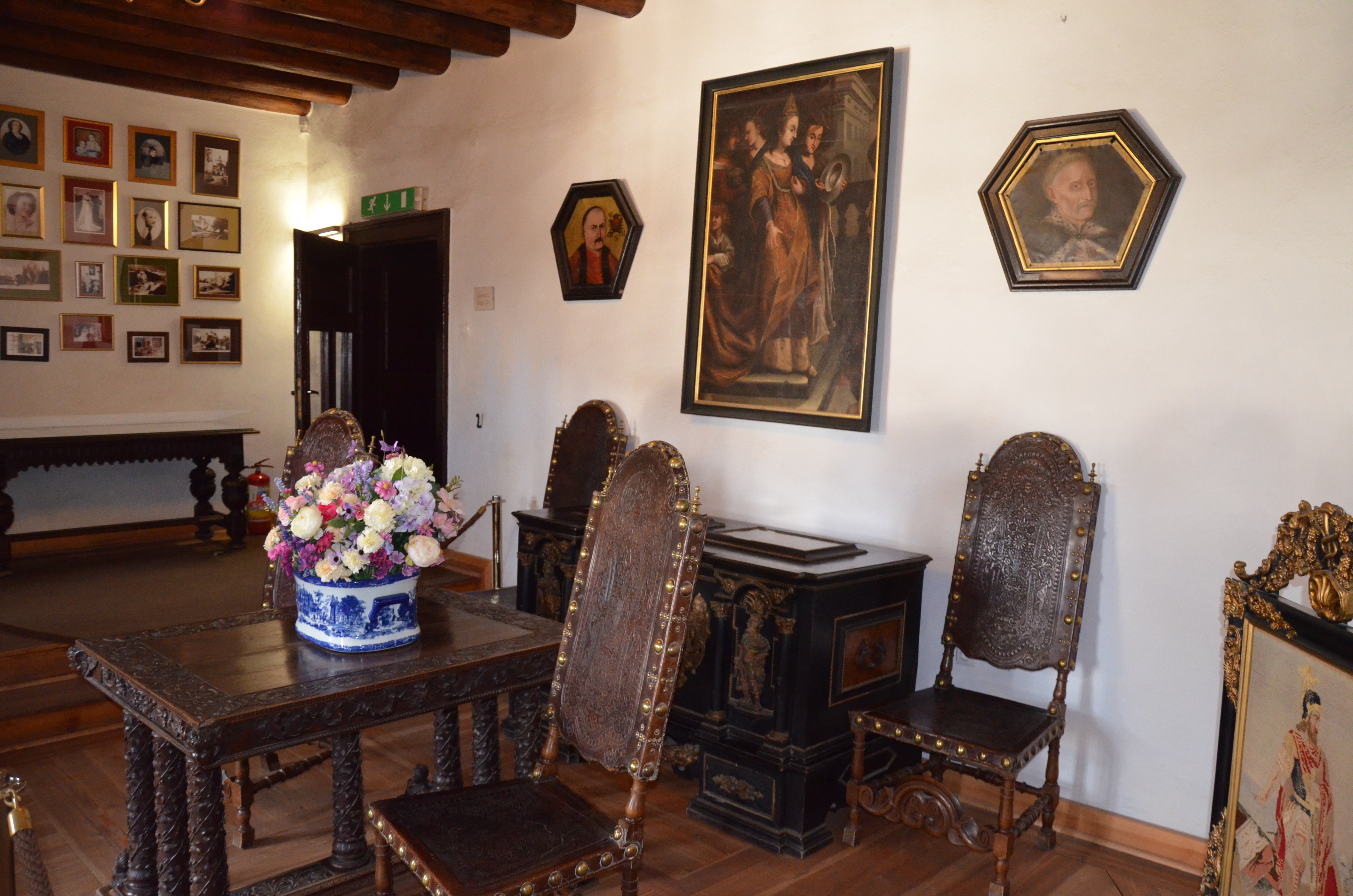
Wnętrza zamkowe

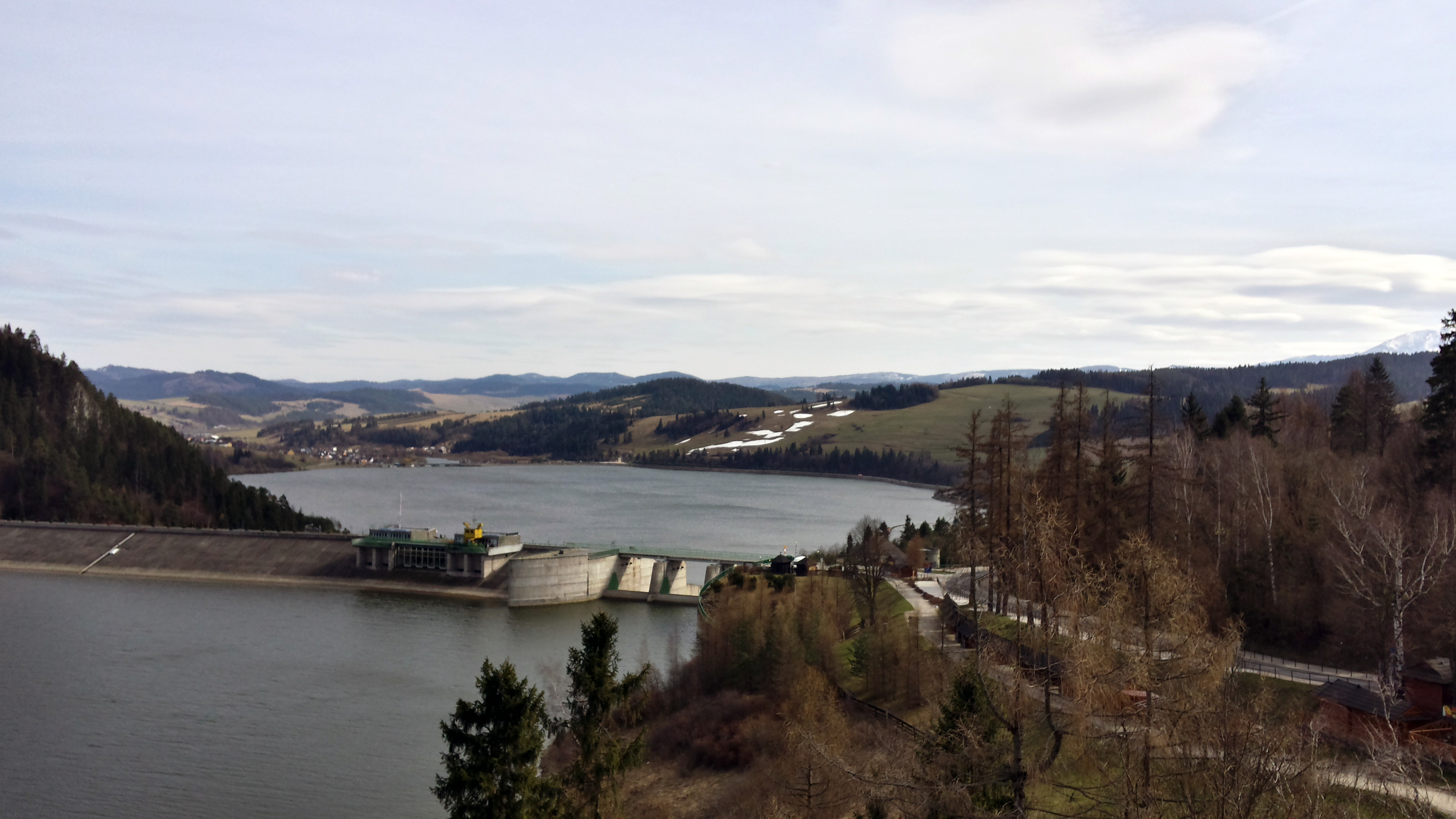
Widok z zamku na zaporę i Jezioro Sromowskie

Po zakończeniu I wojny światowej zamek znalazł się na terytorium Polski. Własnością Salamonów pozostawał aż do 1945 roku. Natomiast ostatnia właścicielka, hrabina Ilona Bethlen Salamon, wyjechała z niego po raz ostatni w 1943 roku. Istotny fakt z tego okresu to zachowanie w dobrach zamkowych aż do 1931 roku (najdłużej w Europie) szczątkowych form pańszczyzny. Od 1948 prowadzono na zamku prace restauracyjne i częściową odbudowę. W części pomieszczeń utworzono dom pracy twórczej Stowarzyszenia Historyków Sztuki, inne udostępniono do zwiedzania, tworząc muzeum wnętrz i historii regionu spiskiego. W 1960 w baszcie urządzono stację sejsmologiczną Zakładu Geofizyki PAN.
Jedną z najbardziej tajemniczych kart w historii zamku jest odnalezione, podobno tuż po II wojnie światowej, inkaskie kipu – rodzaj zapisu informacji pismem węzełkowym, które zawiera ponoć informacje o ukrytym skarbie.
Zamek niedzicki był plenerem wielu filmów. Od marca 1955 r. kręcono tutaj zdjęcia do filmu Zemsta na podstawie komedii Aleksandra Fredry z 16-letnią Beatą Tyszkiewicz w roli Klary. W 1967 r. w pomieszczeniach i najbliższej okolicy zamku powstał polski film wojenny Zwariowana noc, który został zrealizowany na podstawie powieści Natalii Rolleczek. W 1975 r. powstał na zamku film Mazepa, zrealizowany na podstawie dramatu Juliusza Słowackiego. Zamek był również miejscem realizacji zdjęć m.in. do seriali telewizyjnych Janosik oraz Wakacje z duchami. Obiekt jest również miejscem akcji w książce przygodowej Agi Paszkot Ciotka, licho i niedzickie zamczycho. W 2011 roku był też siódmym postojem w The Amazing Race Australia 2.
Dzisiaj zamek spełnia funkcje muzealno-hotelowe, będąc jedną z największych atrakcji historycznych południowej części województwa małopolskiego. Do zamku prowadzi „aleja”. Za bramą wejściową i sienią znajduje się dziedziniec zamku dolnego. W obrębie tej części zamku mieszczą się pokoje gościnne. W części muzealnej można zobaczyć tzw. komnaty Salamonów, wyposażone w przedmioty z XVI–XIX w. Drewniane schody prowadzą na taras widokowy. Przez kolejną bramę wiedzie wejście do zamku górnego i do zamkowych lochów, które służyły jako piwnice, a także jako więzienie (urządzono tu tzw. izbę tortur). Na skraju dziedzińca zamku górnego znajduje się studnia wykuta w litej wapiennej skale o głębokości ponad 60 m. W tzw. Izbach Pańskich na zamku górnym zobaczyć można: salę myśliwską, izbę żupną i izbę straży.
Po przeciwległej stronie Dunajca nad skarpą jeziora wznoszą się ruiny zamku w Czorsztynie.

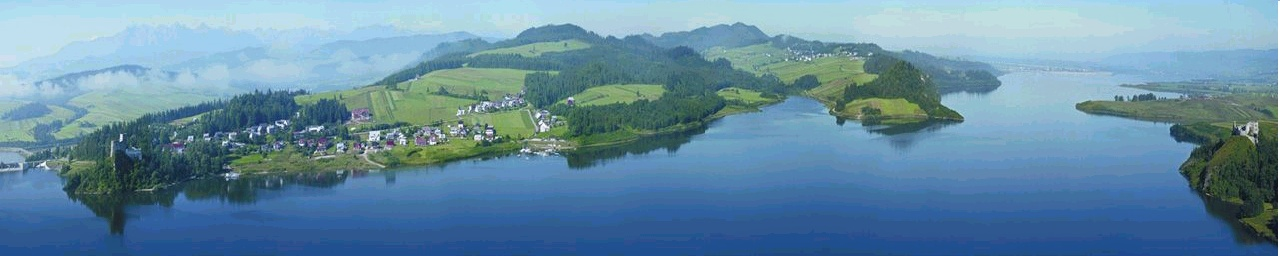
Zbiornik Czorsztyński. Widoczny zamek w Niedzicy (po lewej stronie), po prawej zamek w Czorsztynie.

## Legendy
Według legendy pod koniec XVIII wieku na zamku i w jego okolicy rezydowali Inkowie: potomkowie Tupaca Amaru II oraz część arystokracji, uciekający przed hiszpańskimi prześladowaniami. Na terenie zamku inkascy zbiegowie mieli też ukryć część skarbu przeznaczonego – prawdopodobnie – na sfinansowanie powstania przeciw Hiszpanii.

## Filatelistyka
Poczta Polska wyemitowała 5 marca 1971 r. znaczek pocztowy przedstawiający niedzicki zamek o nominale 2,50 zł, w serii Zamki polskie. Druk w technice offsetowej na papierze kredowym. Autorem projektu znaczka był Tadeusz Michaluk. Znaczek pozostawał w obiegu do 31 grudnia 1994 r..